# Кампонарая
Кампонарая (ісп. Camponaraya) — муніципалітет в Іспанії, у складі автономної спільноти Кастилія-і-Леон, у провінції Леон. Населення — 4230 осіб (2010).
Муніципалітет розташований на відстані близько 340 км на північний захід від Мадрида, 90 км на захід від Леона.
На території муніципалітету розташовані такі населені пункти: (дані про населення за 2010 рік)
- Кампонарая: 3045 осіб
- Ерведедо: 83 особи
- Магас-де-Абахо: 531 особа
- Нарайола: 416 осіб
- Ла-Вальгома: 155 осіб

## Демографія
Динаміка населення (INE ):